# David MacEachern
David MacEachern (n. 4 noiembrie 1967, Charlottetown, Insula Prințului Edward, Canada) este un bober ce a reprezentat Canada, medaliat olimpic. A participat la 3 ediții ale Jocurilor Olimpice (1992, 1994, 1998) în care a câștigat o medalie de aur.